# Исикава
Исика́ва (яп. 石川県 Исикава-кэн) — префектура, расположенная в регионе Тюбу на острове Хонсю, Япония. Площадь префектуры составляет 4185,67 км², население — 1 155 996 человек (1 июля 2014), плотность населения — 276,18 чел./км². Административный центр префектуры — город Канадзава.

## История
Исикава образовалась в результате слияния провинций Кага и Ното.

## Административно-территориальное деление
В префектуре Исикава расположено 11 городов и 5 уездов (8 посёлков).

### Города
Список городов префектуры:
- Вадзима;
- Кага;
- Канадзава;
- Кахоку;
- Комацу;
- Нанао;
- Ноноити;
- Номи;
- Судзу;
- Хакуй;
- Хакусан.

### Уезды
Посёлки по уездам:
- Номи;
  - Кавакита;
- Кахоку;
  - Утинада;
  - Цубата;
- Хакуй;
  - Сика;
  - Ходацусимидзу;
- Касима;
  - Наканото;
- Хосу;
  - Анамидзу;
  - Ното.

## Символика
На флаге префектуры изображены иероглифы «Исикава» (яп. 石川), стилизованно отображающие контуры префектуры. Флаг был провозглашён 1 октября 1972. Голубой цвет фона символизирует богатство природы, чистый воздух и прозрачную воду, Японское море и обильную зелень.
Птицей выбрали 1 января 1965 года японского золотого орла, который обитает в районе горы Хакусан, деревом — атэ (1 октября 1966), которое широко распространено по всему району Ното. Цветком провозгласили 19 марта 1954 года чёрную лилию.